# 295號州際公路 (紐約州)
295號州際公路（Interstate 295，簡稱I-295）是一條位於美國紐約州紐約市的州際公路輔助線，全長14.65（9.10英里）。從位於布朗克斯區I-95、I-278、I-678交會的布洛克爾交流道開始，往南經由窄頸大橋進入皇后區，最後終止於大中央公園大道以南與Hillside大道（25號紐約州州道）交會的紅綠燈。過去的計畫曾經設想將I-295向南延伸至甘迺迪國際機場，而在甘迺迪機場附近的甘迺迪快速公路即是為了與I-295連接而建造的，但是至今只有建成至外環公園大道（Belt Parkway）。I-295位於皇后區的路段被稱為明景高速公路（Clearview Expressway）。沿途上295號州際公路與許多公路交叉，包括I-695（窄頸高速公路）、跨島公園大道、以及I-495（長島高速公路）。